# Conrad Klingenbeck

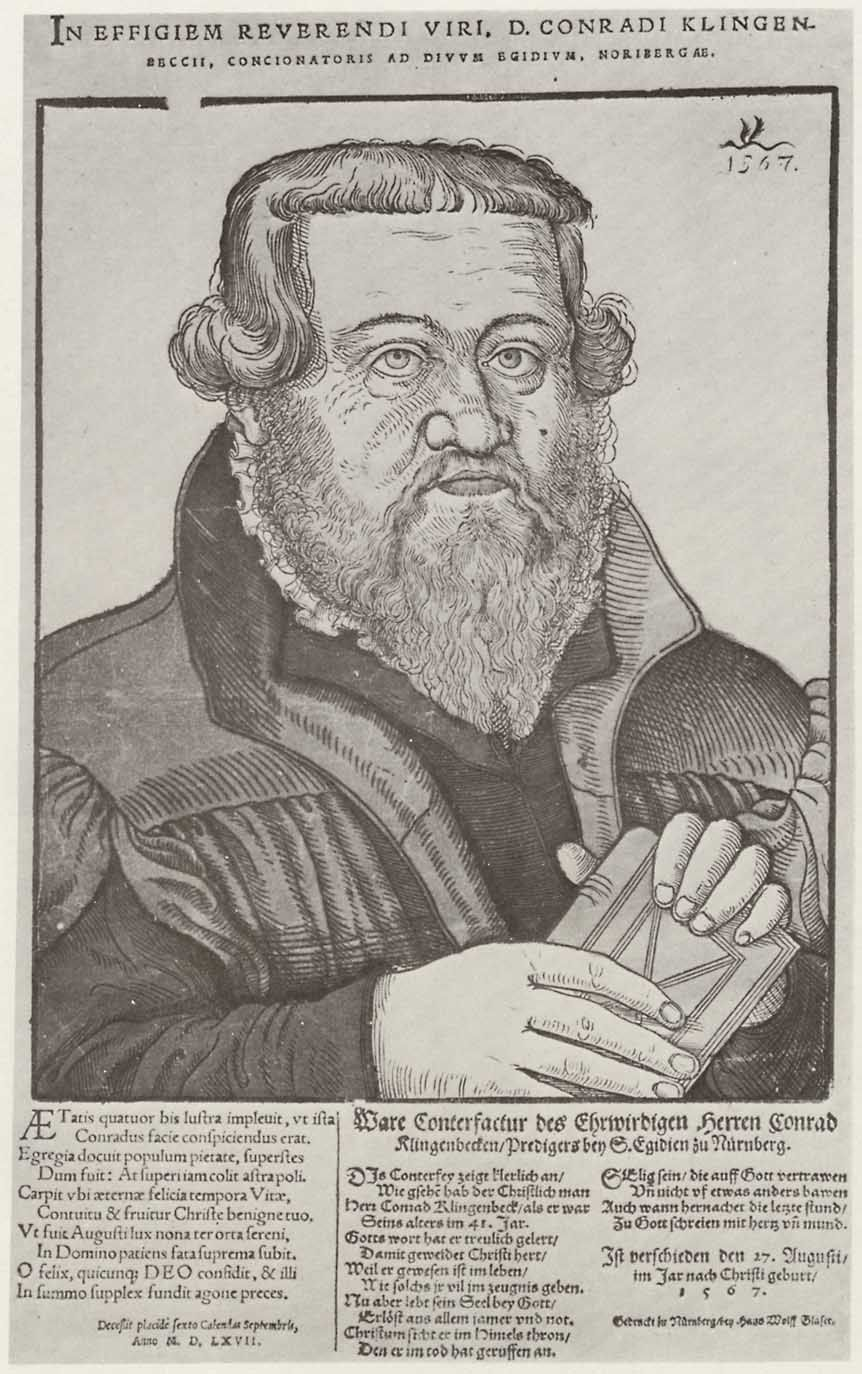
Conrad Klingenbeck

Conrad Klingenbeck (* 3. Januar 1526 in Nürnberg; † 27. August 1567 in Nürnberg) war ein deutscher Theologe.

## Leben
Klingenbeck wuchs in Nürnberg auf und studierte an der Universität Wittenberg Theologie. Nach Nürnberg zurückgekehrt, wurde er Prediger an der evangelischen Egidienkirche.
Öffentlich bekannt wurde Klingenbeck, als er so lange gegen den Betrieb eines Bordells predigte, bis dieses behördlich geschlossen wurde.
Kunstgeschichtlich ist Klingenbeck von Interesse, weil aus Anlass seines Todes in der Werkstatt von Hans Glaser ein Flugblatt gedruckt wurde. Von diesem Holzschnitt sind mehrere Exemplare bekannt. Eines davon befindet sich im Besitz des Londoner British Museum und zeigt in der oberen rechten Ecke eine Schlange mit einem Vogelfügel, das Signet von Lukas Cranach dem Jüngeren.